# Strangers When We Meet (film)
Strangers When We Meet is een Amerikaanse dramafilm uit 1960, over twee getrouwde buren die een heimelijke verhouding beleven. De film is gebaseerd op het gelijknamige boek van Evan Hunter, die zelf voor de filmbewerking zorgde. Richard Quine was de regisseur en producent. De hoofdrollen werden gespeeld door Kirk Douglas, Kim Novak, Barbara Rush en Ernie Kovacs.

## Verhaal
Architect Larry Coe (Kirk Douglas) heeft een vrouw, Eve (Barbara Rush) en twee kinderen, maar raakt verwikkeld in een affaire met zijn mooie buurvrouw Maggie Gault (Kim Novak). Een andere buurman (Walter Matthau) ontdekt dit echter en confronteert hen met de situatie. De minnaars komen voor de keus te staan: verdergaan of toch kiezen voor hun familie.

## Rolverdeling
| Acteur          | Personage      | Opmerkingen                                                  |
| --------------- | -------------- | ------------------------------------------------------------ |
| Kirk Douglas    | Larry Coe      |                                                              |
| Barbara Rush    | Eve Coe        |                                                              |
| Kim Novak       | Margaret Gault |                                                              |
| John Bryant     | Ken Gault      |                                                              |
| Ernie Kovacs    | Roger Altar    | een schrijver waarvoor Larry Coe een bijzonder huis ontwerpt |
| Walter Matthau  | Felix Anders   |                                                              |
| Helen Gallagher | Betty Anders   |                                                              |
| Virginia Bruce  | Mrs. Wagner    |                                                              |